# Дурга
Ду̀рга (на санскрит: दुर्गा) е популярно женско божество в индуизма, едно от основните проявления на Шакти.
В иконографията Дурга обикновено се изобразява като жена с десет (понякога и повече) ръце, яздеща тигър или лъв и държаща различни оръжия или атрибутите на други богове – тризъбеца на Шива, диска на Вишну, лъка на Ваю, ваджрата на Индра. Смята се, че първоначално Дурга се почита от неарийските народи и е включена в индуисткия пантеон в процеса на адаптация на индуизма към местните народни вярвания.